# Tierp (comune)
Tierp è un comune svedese di 20 067 abitanti, situato nella contea di Uppsala. Il suo capoluogo è la città omonima.

## Storia
Il comune di Tierp nella sua estensione attuale è stato formato nel 1974, dopo la fusione di sette diversi comuni vicini: il comune rurale di Tierp, la cittadina di Tierp e i comuni di Västlands, Hållnäs, Österlövsta, Vendels e Söderfors.

### Simboli
La pianta di luppolo era simbolo della centena di Tierp già nel 1456.
Nel 1954 vennero creati due stemmi con tre frutti di luppolo ciascuno: d'oro, alla pianta di luppolo fruttata di tre pezzi di verde, per la cittadina (köping), adottato il 10 giugno 1954; e con gli smalti invertiti, oro su fondo verde, per il comune rurale (landskommunen), adottato il 10 giugno 1954.
Con la creazione del nuovo comune di Tierp nel 1974, il precedente stemma, venne sostituito da quello attualmente in uso:

Stemma del comune di Tierp dal 1974
Stemma del köping di Tierp (1954-1973)
Stemma del landskommunen di Tierp (1954-1973)

## Geografia antropica

### Località
Nel territorio comunale sono comprese le seguenti aree urbane (tätort):
- Karlholmsbruk
- Månkarbo
- Mehedeby
- Örbyhus
- Skärplinge
- Söderfors
- Tierp
- Tobo
- Upplanda

## Amministrazione

### Gemellaggi
- Forssa
- Hauho
- Janakkala
- Vågå